# Alle Farben/Diskografie
Diese Diskografie ist eine Übersicht über die musikalischen Werke des deutschen DJs und Musikproduzenten Alle Farben. Den Schallplattenauszeichnungen zufolge hat er bisher mehr als 3,3 Millionen Tonträger verkauft. Seine erfolgreichste Veröffentlichung ist die Single Supergirl mit über 550.000 verkauften Einheiten. In seiner Heimat konnte Alle Farben bislang über 2,7 Millionen Tonträger vertreiben.

## Alben

### Studioalben
| Jahr | Titel Musiklabel                                      | Höchstplatzierung, Gesamtwochen, AuszeichnungChartplatzierungen (Jahr, Titel, Musiklabel, Platzierungen, Wochen, Auszeichnungen, Anmerkungen) | Höchstplatzierung, Gesamtwochen, AuszeichnungChartplatzierungen (Jahr, Titel, Musiklabel, Platzierungen, Wochen, Auszeichnungen, Anmerkungen) | Höchstplatzierung, Gesamtwochen, AuszeichnungChartplatzierungen (Jahr, Titel, Musiklabel, Platzierungen, Wochen, Auszeichnungen, Anmerkungen) | Anmerkungen                                            |
| Jahr | Titel Musiklabel                                      | DE | AT | CH | Anmerkungen                                            |
| ---- | ----------------------------------------------------- | --- | --- | --- | ------------------------------------------------------ |
| 2014 | Synesthesia – I Think in Colours B1 Recordings (Sony) | DE20 (9 Wo.)DE | AT54 (1 Wo.)AT | CH40 (2 Wo.)CH | Erstveröffentlichung: 23. Mai 2014                     |
| 2016 | Music Is My Best Friend B1 Recordings (Sony)          | DE20 (8 Wo.)DE | — | CH55 (1 Wo.)CH | Erstveröffentlichung: 3. Juni 2016                     |
| 2019 | Sticker on My Suitcase B1 Recordings (Sony)           | DE29 (2 Wo.)DE | AT72 (1 Wo.)AT | CH67 (1 Wo.)CH | Erstveröffentlichung: 14. Juni 2019 Verkäufe: + 10.000 |

### Livealben
| Jahr | Titel Musiklabel                           | Anmerkungen                |
| ---- | ------------------------------------------ | -------------------------- |
| 2017 | Alle Farben Live Circus Synesthesia (Sony) | Erstveröffentlichung: 2017 |

### EPs
| Jahr | Titel Musiklabel                                 | Anmerkungen                             |
| ---- | ------------------------------------------------ | --------------------------------------- |
| 2012 | Sailorman Kallias Music                          | Erstveröffentlichung: 7. September 2012 |
| 2012 | Alle Farben meets Rainer Weichhold Kallias Music | Erstveröffentlichung: 26. Oktober 2012  |
| 2012 | Sailorman Remixes Kallias Music                  | Erstveröffentlichung: 23. November 2012 |
| 2015 | Pretty Small Synesthesia                         | Erstveröffentlichung: 6. November 2015  |
| 2016 | My Ghost Synesthesia                             | Erstveröffentlichung: 12. Februar 2016  |
| 2023 | It Burns Alle Farben (WMG)                       | Erstveröffentlichung: 12. Mai 2023      |

## Singles

### Als Leadmusiker
| Jahr | Titel Album                                           | Höchstplatzierung, Gesamtwochen, AuszeichnungChartplatzierungen (Jahr, Titel, Album, Platzierungen, Wochen, Auszeichnungen, Anmerkungen) | Höchstplatzierung, Gesamtwochen, AuszeichnungChartplatzierungen (Jahr, Titel, Album, Platzierungen, Wochen, Auszeichnungen, Anmerkungen) | Höchstplatzierung, Gesamtwochen, AuszeichnungChartplatzierungen (Jahr, Titel, Album, Platzierungen, Wochen, Auszeichnungen, Anmerkungen) | Anmerkungen                                                                            |
| Jahr | Titel Album                                           | DE | AT | CH | Anmerkungen                                                                            |
| ---- | ----------------------------------------------------- | --- | --- | --- | -------------------------------------------------------------------------------------- |
| 2012 | Danse / Pulp –                                        | — | — | — | Erstveröffentlichung: 10. Februar 2012                                                 |
| 2012 | Roundabout / Blue Jester –                            | — | — | — | Erstveröffentlichung: 13. April 2012                                                   |
| 2012 | Galant / Kermit –                                     | — | — | — | Erstveröffentlichung: 4. Mai 2012                                                      |
| 2013 | Liebesgaben –                                         | — | — | — | Erstveröffentlichung: 19. März 2013                                                    |
| 2013 | Tempelhof –                                           | — | — | — | Erstveröffentlichung: 24. Mai 2013                                                     |
| 2014 | She Moves (Far Away) Synesthesia – I Think in Colours | DE9 Platin · (32 Wo.)DE | AT15 (18 Wo.)AT | CH21 Gold · (18 Wo.)CH | Erstveröffentlichung: 15. April 2014 Verkäufe: + 332.000; feat. Graham Candy           |
| 2014 | Sometimes Synesthesia – I Think in Colours            | — | — | — | Erstveröffentlichung: 7. November 2014 feat. Graham Candy                              |
| 2015 | Get High –                                            | — | — | — | Erstveröffentlichung: 17. Juli 2015 feat. Lowell                                       |
| 2016 | Please Tell Rosie Music Is My Best Friend             | DE3 Platin · (29 Wo.)DE | AT2 Gold · (23 Wo.)AT | CH70 (3 Wo.)CH | Erstveröffentlichung: 22. April 2016 Verkäufe: + 440.000; feat. Younotus               |
| 2016 | Remember Yesterday Music Is My Best Friend            | — | — | — | Erstveröffentlichung: 23. März 2016 feat. Perttu & Michael Schulte                     |
| 2016 | Fall into the Night Music Is My Best Friend           | — | — | — | Erstveröffentlichung: 13. Mai 2016                                                     |
| 2016 | Bad Ideas Music Is My Best Friend                     | DE7 Platin · (29 Wo.)DE | AT4 Gold · (25 Wo.)AT | CH79 (10 Wo.)CH | Erstveröffentlichung: 3. Juni 2016 Verkäufe: + 444.000                                 |
| 2016 | Berlin Fucking Berlin O.S.T.                          | — | — | — | Erstveröffentlichung: 11. November 2016                                                |
| 2017 | Little Hollywood Sticker on My Suitcase               | DE14 Platin · (23 Wo.)DE | AT8 Gold · (20 Wo.)AT | CH31 Gold · (15 Wo.)CH | Erstveröffentlichung: 7. April 2017 Verkäufe: + 452.000; mit Janieck                   |
| 2017 | Far Green –                                           | — | — | — | Erstveröffentlichung: 28. April 2017 feat. Lahos                                       |
| 2017 | Never Too Late Sticker on My Suitcase                 | — | — | — | Erstveröffentlichung: 29. September 2017 mit Sam Gray                                  |
| 2017 | Sonoro (2018 Rework) –                                | — | — | — | Erstveröffentlichung: 8. Dezember 2017                                                 |
| 2018 | H.O.L.Y. Sticker on My Suitcase                       | DE65 Gold · (12 Wo.)DE | AT54 (6 Wo.)AT | — | Erstveröffentlichung: 23. März 2018 Verkäufe: + 200.000; mit Rhodes                    |
| 2018 | Only Thing We Know Sticker on My Suitcase             | DE20 Gold · (21 Wo.)DE | AT24 Gold · (16 Wo.)AT | CH41 Platin · (13 Wo.)CH | Erstveröffentlichung: 8. Juni 2018 Verkäufe: + 264.000; mit Kelvin Jones & Younotus    |
| 2018 | Fading Sticker on My Suitcase                         | DE16 Gold · (27 Wo.)DE | AT16 Gold · (21 Wo.)AT | CH17 Platin · (21 Wo.)CH | Erstveröffentlichung: 2. November 2018 Verkäufe: + 313.000; mit Ilira                  |
| 2018 | Tempelhof (2018 Rework) –                             | — | — | — | Erstveröffentlichung: 14. Dezember 2018                                                |
| 2018 | She Moves (Far Away) (2018 Club Mix) –                | — | — | — | Erstveröffentlichung: 14. Dezember 2018 feat. Graham Candy                             |
| 2019 | Walk Away Sticker on My Suitcase                      | DE98 (1 Wo.)DE | — | — | Erstveröffentlichung: 29. März 2019 feat. James Blunt                                  |
| 2019 | Different for Us Sticker on My Suitcase               | — | — | — | Erstveröffentlichung: 26. Juli 2019 feat. Jordan Powers                                |
| 2019 | As Far as Feelings Go –                               | — | — | — | Erstveröffentlichung: 11. Oktober 2019 mit Justin Jesso                                |
| 2019 | The Night We Met –                                    | — | — | — | Erstveröffentlichung: 6. Dezember 2019                                                 |
| 2020 | Follow You –                                          | — | — | — | Erstveröffentlichung: 7. Februar 2020 feat. Alexander Tidebrink                        |
| 2020 | Kids –                                                | — | — | — | Erstveröffentlichung: 15. Mai 2020 mit Vize feat. Graham Candy                         |
| 2020 | I Love My Friends (And My Friends Love Me) –          | — | — | — | Erstveröffentlichung: 29. Mai 2020 mit Steve Aoki & Icona Pop                          |
| 2020 | Running Back to You Nico Santos (Special Edition)     | DE80 (4 Wo.)DE | — | — | Erstveröffentlichung: 9. Oktober 2020 mit Martin Jensen & Nico Santos                  |
| 2021 | Lemon Tree –                                          | DE92 (1 Wo.)DE | AT— GoldAT | — | Erstveröffentlichung: 8. Januar 2021 Verkäufe: + 115.000; mit Fools Garden             |
| 2021 | Alright –                                             | DE37 Gold · (21 Wo.)DE | AT39 (16 Wo.)AT | — | Erstveröffentlichung: 17. September 2021 Verkäufe: + 200.000; feat. Kiddo              |
| 2022 | Let It Rain Down –                                    | DE78 (1 Wo.)DE | — | — | Erstveröffentlichung: 27. Mai 2022 feat. PollyAnna                                     |
| 2023 | Revolution –                                          | — | — | — | Erstveröffentlichung: 2. Juni 2023                                                     |
| 2023 | Wanna Dance –                                         | — | — | — | Erstveröffentlichung: 29. September 2023 mit James Carter & Vargen                     |
| 2023 | Believe –                                             | — | — | — | Erstveröffentlichung: 20. Oktober 2023                                                 |
| 2024 | Love Hurt Repeat –                                    | — | — | — | Erstveröffentlichung: 12. Januar 2024 mit Lewis Thompson feat. Mae Muller              |
| 2024 | Set You Free –                                        | — | — | — | Erstveröffentlichung: 9. Februar 2024 mit Benny Benassi & Pink Panda feat. Dave Warren |
| 2024 | Dreams –                                              | — | — | — | Erstveröffentlichung: 23. Februar 2024 mit Maurice Lessing feat. Emma Wells            |

### Als Gastmusiker
| Jahr | Titel Album                                              | Höchstplatzierung, Gesamtwochen, AuszeichnungChartplatzierungen (Jahr, Titel, Album, Platzierungen, Wochen, Auszeichnungen, Anmerkungen) | Höchstplatzierung, Gesamtwochen, AuszeichnungChartplatzierungen (Jahr, Titel, Album, Platzierungen, Wochen, Auszeichnungen, Anmerkungen) | Höchstplatzierung, Gesamtwochen, AuszeichnungChartplatzierungen (Jahr, Titel, Album, Platzierungen, Wochen, Auszeichnungen, Anmerkungen) | Anmerkungen                                                                                        |
| Jahr | Titel Album                                              | DE | AT | CH | Anmerkungen                                                                                        |
| ---- | -------------------------------------------------------- | --- | --- | --- | -------------------------------------------------------------------------------------------------- |
| 2015 | Supergirl –                                              | DE2 Platin · (42 Wo.)DE | AT1 Gold · (30 Wo.)AT | CH5 Gold · (29 Wo.)CH | Erstveröffentlichung: 24. April 2015 Verkäufe: + 550.000; Anna Naklab feat. Alle Farben & Younotus |
| 2018 | Build a House All We Need Is Love                        | — | — | CH38 (13 Wo.)CH | Erstveröffentlichung: 21. September 2018 Stefanie Heinzmann feat. Alle Farben                      |
| 2021 | Somewhere over the Rainbow / What a Wonderful World Pink | DE82 (3 Wo.)DE | — | — | Erstveröffentlichung: 9. Juli 2021 Robin Schulz feat. Alle Farben & Israel Kamakawiwoʻole          |

## Sonderveröffentlichungen
Remixe
| - 2011: Rene Bourgeois – Tico (Supdub Records) - 2011: Thomas Lizzara & Tatsch – Trompa (Ostfunk Records) - 2012: T.Y.P. – D.I.S.C.O. (Polydor / Universal France) - 2012: Drauf & Dran – Elise (Stylerockets) - 2012: Flapjacks – Mister Sandman (Stylerockets) - 2012: Shemian – Classical Symphony (Wired UK) - 2012: K-Paul – Out of Control (Music is Music) - 2012: Ron Flatter – Herr Lonnert (Pour La Vie) - 2012: Dimitri Andreas – Eida (Gold Records) - 2013: Ben Ivory – Better Love (bitclap!/Warner Music Germany) - 2013: Blitzkids mvt. – Heart on the Line (Dub Remix; bitclap!/Warner Music Germany) - 2013: Tagträumer – The Only Thing in This World (Neopren) - 2013: Alice Francis – Gangsterlove (ChinChin Records) - 2013: Boss Axis – Challenger (Parquet Recordings) - 2013: Parov Stelar – The Snake (Island Records / Universal Music Germany) - 2013: Romeofoxtrott – Memories (Hunting For Emotion) - 2013: Elias – Kaputt (Island Records / Universal Music Germany) - 2013: Daughter – Youth - 2014: Bebetta – Herr Kapellmeister (Damm Records) - 2014: Irie Révoltés – Residanse (ferryhouse productions) - 2014: Berlin Comedian Harmonists – Hallo, was machst du heut’, Daisy? (Deutsche Grammophon) - 2014: Goldfish – Moonwalk Away - 2014: Hundreds pres. by Alle Farben – She Moves & Our Past (Synesthesia) - 2014: Elvis Presley vs. Alle Farben – Shake That Tambourine (Sony Music Media) - 2014: MØ – Walk This Way (Chess Club/RCA Victor) | - 2014: The Avener & Phoebe Killdeer – Fade Out Lines (Capitol) - 2015: Heymen – If I Play Your Game (mit Younotus, Kontor Records) - 2015: Northern Lite with Aka Aka & Thalstroem – Take My Time (Kontor Records) - 2015: Mantra feat. Lydia Rhodes – Away (Ultra Records, LLC) - 2015: Buray – Istersen (b1) - 2015: Jonah – All We Are (Columbia) - 2016: Teenage Mutants & Laura Welsh – Falling for You (Sony Music Entertainment) - 2016: Hooverphonic – Badaboom (epic) - 2016: Chasing Kurt – Dust & Flames (synesthesia) - 2016: Reichelt & Raycoux – Blue (kallias) - 2016: Curry & Krawall – The Soul Condor(Kallias) - 2016: Buray – Istersen (raison) - 2017: Billy Locket – Feels So Good (Warner Music UK) - 2018: Colin Mags – Bodies in a Room (Guesstimate) - 2019: Khalid – Talk (Sony Music Entertainment) - 2019: Topic feat. Nico Santos – Home (Warner Music Germany) - 2019: Trove – Higher Than the Moon (Lowly) - 2019: Sarah Connor – Vincent (Polydor) - 2019: Broken Back – One by One (Broken Back Inc) - 2020: Martin Garrix feat. Clinton Kane – Drown (Sony Music Entertainment) - 2020: The Underdog Project – Summer Jam (Kontor Records) - 2020: Jeremy Loops – Mortal Man (Universal Music) - 2020: Wave Wave feat. Joel Crouse – Broke (Mentalo Music) - 2020: Little Mix – Sweet Melody (RCA Records) |

## Statistik

### Chartauswertung
|                     | DE    | AT    | CH    |
| ------------------- | ----- | ----- | ----- |
| Nummer-eins-Alben   | DE—DE | AT—AT | CH—CH |
| Top-10-Alben        | DE—DE | AT—AT | CH—CH |
| Alben in den Charts | DE3DE | AT2AT | CH3CH |

|                       | DE     | AT    | CH    |
| --------------------- | ------ | ----- | ----- |
| Nummer-eins-Singles   | DE—DE  | AT1AT | CH—CH |
| Top-10-Singles        | DE4DE  | AT4AT | CH1CH |
| Singles in den Charts | DE14DE | AT9AT | CH8CH |

### Auszeichnungen für Musikverkäufe
| Goldene Schallplatte - Frankreich - 2024: für die Single Lemon Tree - Italien - 2014: für die Single She Moves (Far Away) - Polen - 2022: für die Single Little Hollywood - 2022: für die Single Please Tell Rosie - 2023: für die Single Bad Ideas - 2024: für die Single Only Thing We Know - 2024: für das Album Sticker on My Suitcase - Spanien - 2015: für die Single Supergirl - 2024: für die Single Fading - Ungarn - 2024: für die Single Little Hollywood - 2024: für die Single She Moves (Far Away) Platin-Schallplatte - Ungarn - 2024: für die Single Bad Ideas - 2024: für die Single Only Thing We Know | 2× Platin-Schallplatte - Polen - 2021: für die Single Fading - Ungarn - 2024: für die Single Fading Diamantene Schallplatte - Polen - 2016: für die Single Supergirl |

Anmerkung: Auszeichnungen in Ländern aus den Charttabellen bzw. Chartboxen sind in ebendiesen zu finden.
| Land/RegionAuszeichnungen für Musikverkäufe (Land/Region, Auszeichnungen, Verkäufe, Quellen) | Gold       | Platin       | Diamant  | Verkäufe  | Quellen                  |
| -------------------------------------------------------------------------------------------- | ---------- | ------------ | -------- | --------- | ------------------------ |
| Deutschland (BVMI)                                                                           | 4× Gold4   | 5× Platin5   | —        | 2.700.000 | musikindustrie.de        |
| Frankreich (SNEP)                                                                            | Gold1      | —            | —        | 100.000   | snepmusique.com          |
| Italien (FIMI)                                                                               | Gold1      | —            | —        | 15.000    | fimi.it                  |
| Österreich (IFPI)                                                                            | 7× Gold7   | —            | —        | 105.000   | ifpi.at                  |
| Polen (ZPAV)                                                                                 | 5× Gold5   | 2× Platin2   | Diamant1 | 250.000   | olis.pl                  |
| Schweiz (IFPI)                                                                               | 3× Gold3   | 2× Platin2   | —        | 80.000    | hitparade.ch CH2 CH3 CH4 |
| Spanien (Promusicae)                                                                         | 2× Gold2   | —            | —        | 50.000    | elportaldemusica.es      |
| Ungarn (MAHASZ)                                                                              | 2× Gold2   | 4× Platin4   | —        | 20.000    | slagerlistak.hu          |
| Insgesamt                                                                                    | 25× Gold25 | 13× Platin13 | Diamant1 |           |                          |